# Crangon alaskensis
Crangon alaskensis är en kräftdjursart som beskrevs av William Neale Lockington 1877. Crangon alaskensis ingår i släktet Crangon och familjen Crangonidae. Inga underarter finns listade i Catalogue of Life.